# Nemacheilus
Nemacheilus és un gènere de peixos de la família dels balitòrids i de l'ordre dels cipriniformes present al Turkmenistan, el Tadjikistan, l'Iran (Zagros), l'Afganistan, l'Índia (Nagaland, Maharashtra, Himachal Pradesh, Uttar Pradesh, Assam, Kerala i Tamil Nadu), el Nepal, Bhutan, Bangladesh, el Tibet, la Xina, Tailàndia, Laos, el Vietnam, Malàisia (Sabah), Brunei, Indonèsia (Borneo, Sumatra i Java) i les conques de la mar Morta i dels rius Jordà, Tigris, Eufrates, Brahmaputra, Mekong i Chao Phraya.

## Taxonomia
- Nemacheilus abyssinicus (Boulenger, 1902)[3]
- Nemacheilus angorae (Steindachner, 1897)[4]
- Nemacheilus anguilla (Annandale, 1919)
- Nemacheilus arenicolus (Kottelat, 1998)[5]
- Nemacheilus baluchiorum (Zugmayer, 1912)
- Nemacheilus banar (Freyhof & Serov, 2001)[6]
- Nemacheilus barapaniensis (Menon, 1987)
- Nemacheilus binotatus (Smith, 1933)[7]
- Nemacheilus blythii (Day, 1870)
- Nemacheilus carletoni (Fowler, 1924)[8]
- Nemacheilus cheni (Herre & Lin, 1936)
- Nemacheilus chrysolaimos (Valenciennes, 1846)[9]
- Nemacheilus cleopatra (Freyhof & Serov, 2001)[6]
- Nemacheilus corica (Hamilton, 1822)[10]
- Nemacheilus denisoni (Day, 1867)[11]
- Nemacheilus devdevi (Hora, 1935)[12]
- Nemacheilus doonensis (Tilak & Husain, 1977)[13]
- Nemacheilus drassensis (Tilak, 1990)[14]
- Nemacheilus dunckeri (Ahl, 1922)
- Nemacheilus elegantissimus (Chin & Samat, 1992)[15]
- Nemacheilus fasciatus (Valenciennes, 1846)[16]
- Nemacheilus fowleri (Menon, 1987)
- Nemacheilus gangeticus (Menon, 1987)[17]
- Nemacheilus guentheri (Day, 1867)[18]
- Nemacheilus guttatus (McClelland, 1839)
- Nemacheilus hamwii (Krupp & Schneider, 1991)[19]
- Nemacheilus himachalensis (Menon, 1987)[20]
- Nemacheilus huapingensis (Wu & Wu, 1992)[21]
- Nemacheilus inglisi (Hora, 1935)
- Nemacheilus insignis (Heckel, 1843)[22]
- Nemacheilus kaimurensis (Husain & Tilak, 1998)[23]
- Nemacheilus kapuasensis (Kottelat, 1984)[24]
- Nemacheilus keralensis (Rita, Banarescu & Nalbant, 1978)[25]
- Nemacheilus kodaguensis (Menon, 1987)[17]
- Nemacheilus kullmanni (Banarescu, Nalbant & Ladiges, 1975)[26]
- Nemacheilus kuschakewitschi (Herzenstein, 1890)
- Nemacheilus lactogeneus (Roberts, 1989)[27]
- Nemacheilus leontinae (Lortet, 1883)[28]
- Nemacheilus longicaudus (Kessler, 1872)[29]
- Nemacheilus longipectoralis (Popta, 1905)[30]
- Nemacheilus longipinnis (Ahl, 1922)[31]
- Nemacheilus longistriatus (Kottelat, 1990)[32]
- Nemacheilus lunanensis (Li & Xia, 1987)
- Nemacheilus marang (Hadiaty & Kottelat, 2010)[33]
- Nemacheilus masyai (Smith, 1933)[34]
- Nemacheilus menoni (Zacharias & Minimol, 1999)[35]
- Nemacheilus monilis (Hora, 1921)[36]
- Nemacheilus montana (McClelland, 1838)[37]
- Nemacheilus mooreh (Sykes, 1839)[38]
- Nemacheilus multifasciatus (Day, 1878)
- Nemacheilus nilgiriensis (Menon, 1987)[20]
- Nemacheilus obscurus (Smith, 1945)[39]
- Nemacheilus olivaceus (Boulenger, 1894)[40]
- Nemacheilus ornatus (Kottelat, 1990)[41]
- Nemacheilus oxianus (Kessler, 1877)[42]
- Nemacheilus pallidus (Kottelat, 1990)[41]
- Nemacheilus papillos (Tan & Kottelat, 2009)[43]
- Nemacheilus papillosus (Perugia, 1893)
- Nemacheilus paradoxus (Turdakov, 1955)
- Nemacheilus pardalis (Turdakov, 1941)
- Nemacheilus paucimaculatus (Bohlen & Slechtová, 2011)[44]
- Nemacheilus pavonaceus (McClelland, 1839)[45]
- Nemacheilus periyarensis (Madhusoodana Kurup & Radhakrishnan, 2005)[46]
- Nemacheilus petrubanarescui (Menon, 1984)[47]
- Nemacheilus pfeifferae (Bleeker, 1853)[48]
- Nemacheilus platiceps (Kottelat, 1990)[41]
- Nemacheilus polytaenia (Zhu, 1982)[49]
- Nemacheilus pulchellus (Day, 1873)[50]
- Nemacheilus reticulofasciatus (Singh & Banarescu, 1982)[18]
- Nemacheilus robustus (Herzenstein, 1888)
- Nemacheilus rueppelli (Sykes, 1839)[38]
- Nemacheilus saravacensis (Boulenger, 1894)[40]
- Nemacheilus scaturigina (McClelland, 1839)[45]
- Nemacheilus selangoricus (Duncker, 1904)[51]
- Nemacheilus sewerzowi (Nikolsky, 1938)
- Nemacheilus shehensis (Tilak, 1990)[14]
- Nemacheilus shiyangensis (Zhao & Wang, 1983)
- Nemacheilus shuangjiangensis (Zhu & Wang, 1985)[52]
- Nemacheilus sikmaiensis (Hora, 1921)
- Nemacheilus singhi (Menon, 1987)[53]
- Nemacheilus smithi (Greenwood, 1976)[54]
- Nemacheilus spiniferus (Kottelat, 1984)[55]
- Nemacheilus starostini (Parin, 1983)
- Nemacheilus stigmofasciatus (Arunachalam & Muralidharan, 2009)[56]
- Nemacheilus subfusca (McClelland, 1839)[45]
- Nemacheilus tebo (Hadiaty & Kottelat, 2009)[57]
- Nemacheilus tikaderi (Barman, 1985)[58]
- Nemacheilus triangularis (Menon, 1987)
- Nemacheilus troglocataractus (Kottelat & Géry, 1989)[59]
- Nemacheilus tuberigum (Hadiaty & Siebert, 2001)[60]
- Nemacheilus xiangxiensis (Yang, Yuan & Liao, 1986)[61]
- Nemacheilus yingjiangensis (Zhu, 1982)[49]
- Nemacheilus zaidamensis (Kessler, 1876)[62][63][64][2][65][66]

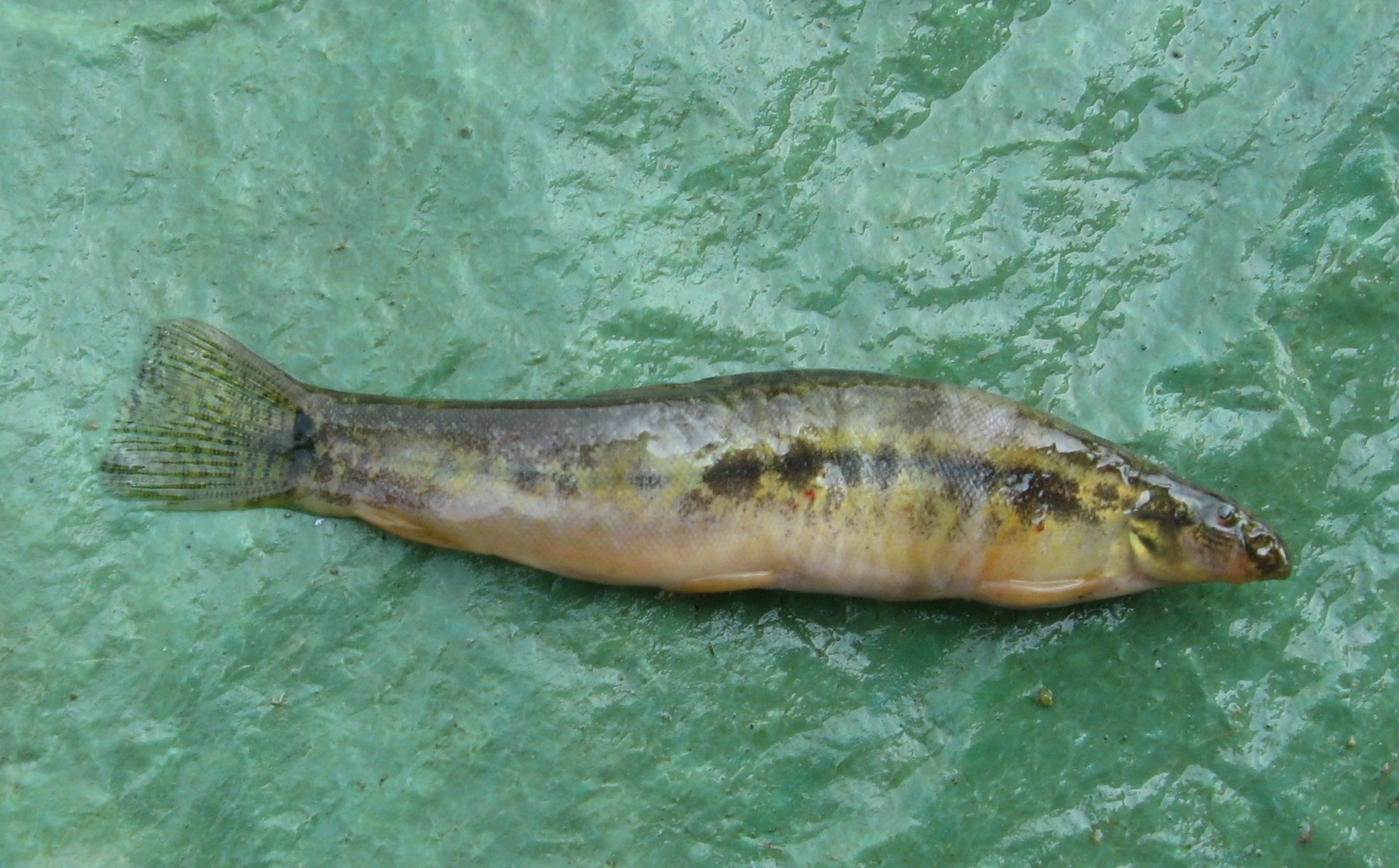
Nemacheilus sp.
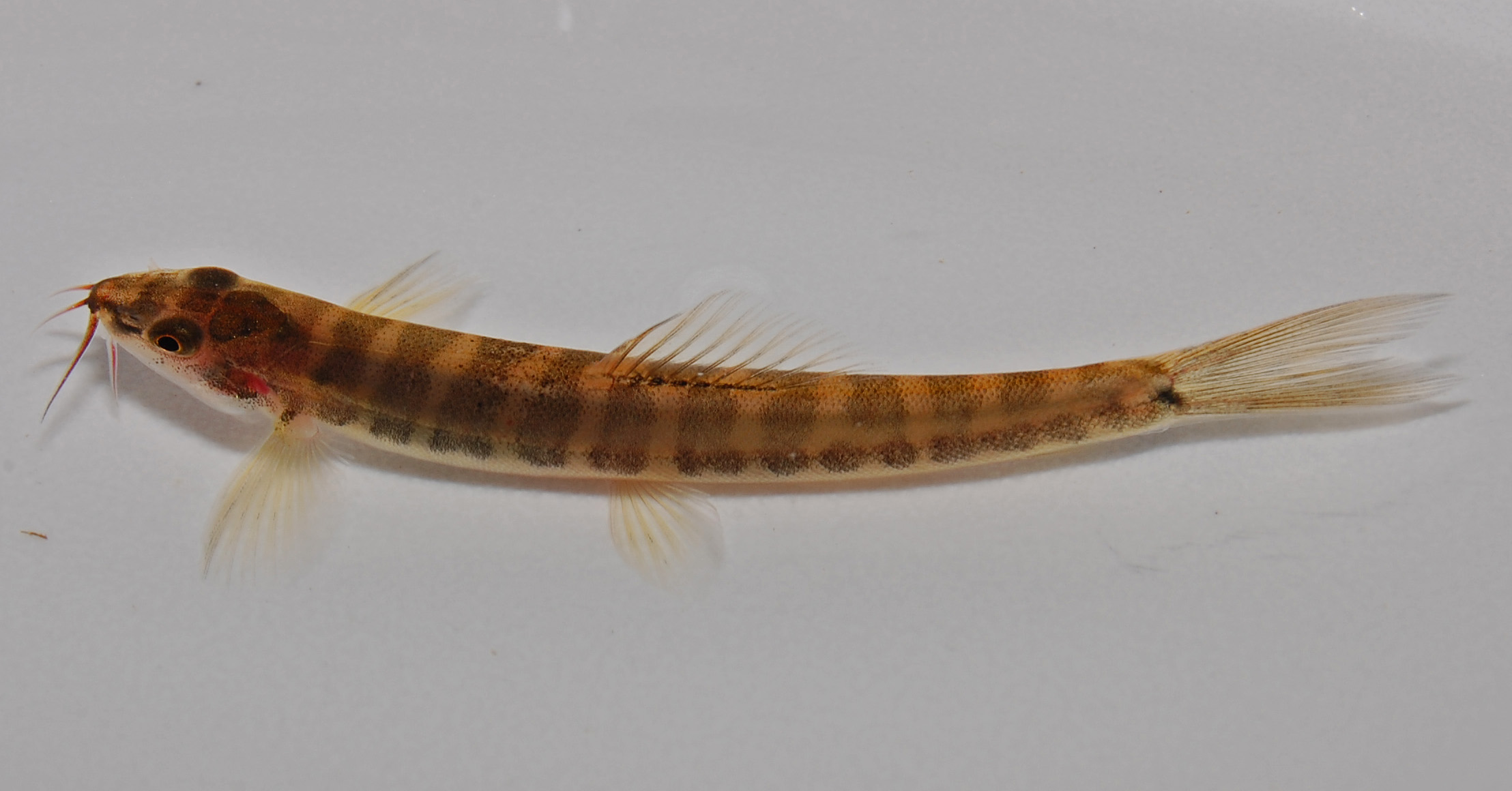
Nemacheilus chrysolaimos